# مسجد رم

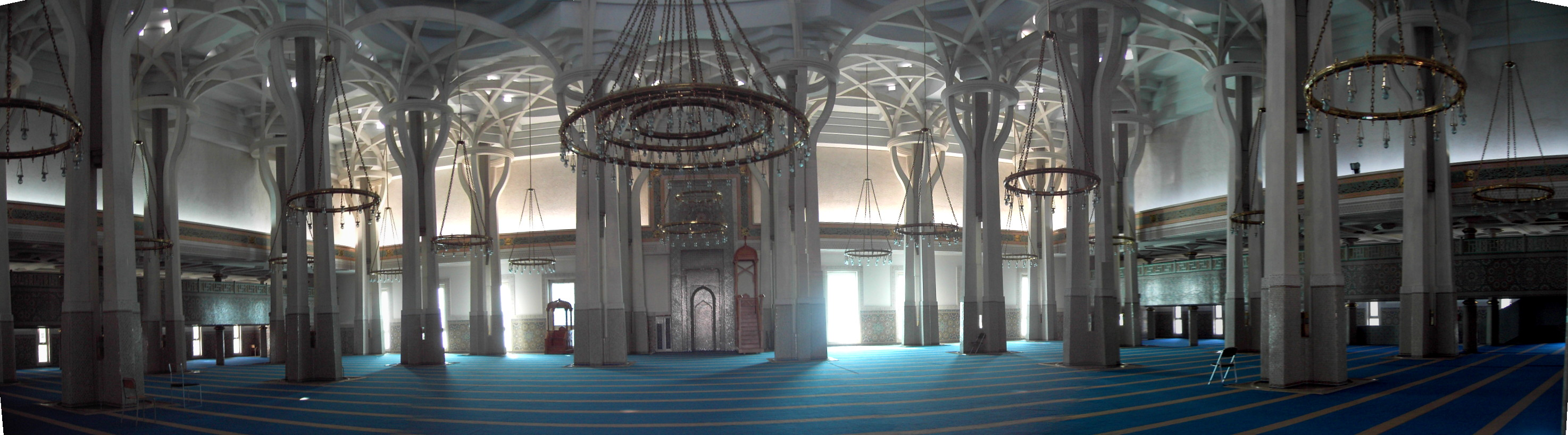
سراسرنمای داخل مسجد

مسجد رم (به ایتالیایی: Moschea di Roma) بزرگترین مسجد ایتالیا در پایتخت این کشور رم که در سال ۱۹۹۴ برای مسلمانان ایتالیا با مساحت کلی ۳۰٬۰۰۰ متر مربع که توانایی گنجایش ۱۲٬۰۰۰ نفر را دارد، بنا شده‌است. مسجد رم در شمال این شهر در منطقه‌ای موسوم به پاریولی قرار دارد و مرکز اسلامی و فرهنگی ایتالیا نیز در مجموعه این مسجد قرار گرفته‌است.این مکان علاوه بر ملاقات برای فعالیت‌های مذهبی، خدمات فرهنگی و اجتماعی برای مسلمانان است. همچنین دارای کلاس‌های درس دینی، مراسم عروسی، خدمات مراسم تشییع جنازه، تجلیل، نمایشگاه‌ها، کنوانسیون‌ها و سایر رویدادهای ضروری است.

## ساخت
این مسجد به‌طور مشترک توسط شاهزاده محمد حسن، فرمانده تبعید افغانستان و همسرش شاهزاده رزیا تأسیس شد و توسط فیصل عربستان سعودی، رئیس خانواده سلطنتی عربستان و همچنین نگهبان دو کلیسای مقدس پشتیبانی شد.
،برنامه‌ریزی آن بیش از ده سال طول کشید: شورای شهر رومی این زمین را در سال ۱۹۷۴ اهدا کردند و پس از مدتی اولین سنگ در سال ۱۹۸۴ در حضور رئیس جمهور ساندرو پرتینی، نخست‌وزیر ایتالیا، با افتتاحیه آن در ۲۱ ژوئن ۱۹۹۵ به اجرا گذاشته شد.
برخی از مخالفت‌ها با ساختن یک مسجد وجود داشت اما بسیاری از این‌ها هنگامی که ژان پل دوم برکات خود را برای این پروژه گفت، از بین رفت.